# Gorizia (incrociatore)
Il Gorizia fu un incrociatore pesante della Regia Marina italiana, appartenente alla classe Zara. Partecipò alla seconda guerra mondiale, prendendo parte a numerose battaglie prima di venire reso inoperativo da un bombardamento alleato nel 1943.

## Storia
All'inizio della seconda guerra mondiale era inquadrato nella I Divisione incrociatori assieme ai gemelli Zara e Fiume dotati degli idrovolanti IMAM Ro.43. Partecipò alle principali battaglie del Mediterraneo e a missioni di scorta indiretta di convogli.
Il 9 luglio 1940 partecipò alla battaglia di Punta Stilo, primo scontro con la flotta inglese.
Il 31 agosto fu fra le unità uscite per contrastare l'operazione inglese “Hats” e che però tornarono in porto senza aver concluso nulla.
Si trovava a Taranto durante il celebre attacco aerosilurante inglese della notte fra l'11 ed il 12 novembre. Durante l'incursione fu fatto oggetto dell'attacco di un aereo britannico, che però fu abbattuto dalla contraerea del Gorizia.
Fra il 26 ed il 28 novembre 1940 prese parte alla battaglia di Capo Teulada, durante la quale sparò 12 salve e lanciò un idrovolante per individuare la flotta britannica.
Non partecipò alla battaglia di Capo Matapan e si salvò quindi dall'annientamento della I Divisione. Non esistendo più la sua formazione d'appartenenza, fu aggregato alla III Divisione incrociatori (Trento, Trieste, Bolzano).
Fra il 25 ed il 29 giugno 1941 fornì scorta indiretta – assieme al Trieste e alla XII Squadriglia cacciatorpediniere – al convoglio veloce dei trasporti truppe Esperia, Marco Polo, Neptunia ed Oceania diretti in Libia. Il convoglio era stato in un primo tempo fatto rientrare in porto per via dei violenti attacchi aerei. Prima di rientrare in Italia, il 30 giugno, il Gorizia fu oggetto di continui ma infruttuosi attacchi dall'aria, a Tripoli.
Il 26 agosto uscì in mare per contrastare l'operazione britannica “Mincemeat”. Il comando italiano non comprese però lo scopo della missione inglese (si trattava del minamento del Mar Tirreno al largo di Livorno) e ritenne che si trattasse di un convoglio; le navi italiane rientrarono nei porti senza aver nemmeno avvistato il nemico.
Fra il 21 ed il 22 novembre fu di nuovo in mare (con Bolzano, Trento e la VIII Divisione) per fornire scorta indiretta ad un convoglio diretto in Nord Africa. La formazione italiana fu però vittima di attacchi di sommergibili e aerosiluranti che danneggiarono gravemente il Bolzano e l'incrociatore leggero Duca degli Abruzzi, costringendola al rientro. Il Gorizia scortò, nei limiti del possibile, i mercantili che si erano dispersi sulla rotta di rientro.
Il 12-13 dicembre 1941 fu aggregato temporaneamente alla VII Divisione incrociatori (incrociatori leggeri Garibaldi e Montecuccoli) che con la corazzata Doria componeva il secondo gruppo d'appoggio per l'operazione di convogliamento “M. 41” (tre convogli con in tutto otto trasporti per la Libia). Il comando, avendo ricevuto notizia dell'uscita in mare della flotta inglese (cosa non vera) fece rientrare le navi nei porti, ma gli attacchi subacquei danneggiarono la corazzata Vittorio Veneto e affondarono le motonavi Fabio Filzi e Carlo del Greco (due altri mercantili, i piroscafi Iseo e Capo d'Orso, ebbero seri danni per una collisione).
Il 18 dicembre il Gorizia fece parte del gruppo di sostegno all'operazione di convogliamento “M. 42” (quattro mercantili), con il Trento e le corazzate Littorio, Cesare e Doria. Tale operazione (conclusasi con l'arrivo di tutti i trasporti) sfociò nella prima battaglia della Sirte, che terminò con un nulla di fatto.
Fra il 3 ed il 6 gennaio 1942,in qualità di nave ammiraglia della III Divisione (composta in quell'occasione solo da Gorizia e Trento, essendo gli altri due incrociatori in riparazione), fece parte della scorta indiretta a sei mercantili, nell'ambito dell'operazione “M. 43”.
Il 14 febbraio 1942, assieme al Trento, alla VII Divisione e alla corazzata Duilio (subito fatta tornare in porto), uscì in mare per intercettare un convoglio inglese diretto a Malta, non riuscendo tuttavia nell'intento (il convoglio fu comunque semidistrutto dagli attacchi aerei).
Fra il 21 ed il 24 febbraio fece nuovamente parte del gruppo d'appoggio ad un'altra operazione di convogliamento per la Libia, la “K.7”. In tale occasione, oltre al Trento e al Gorizia, alla III Divisione fu aggregato anche l'incrociatore leggero Giovanni delle Bande Nere. I due convogli della “K. 7” giunsero regolarmente a destinazione.
Tra il 21 ed il 24 marzo, con il Trento, la Littorio e il Bande Nere, prese parte alla seconda battaglia della Sirte, durante la quale colpì e danneggiò in maniera lieve i cacciatorpediniere britannici Kipling e Sikh. Durante la stessa battaglia un altro caccia inglese, il Kingston, fu messo fuori uso da una salva di grosso calibro (l'unità non tornò più in servizio: fu vittima di un bombardamento mentre era in riparazione in bacino a Malta) che si ritiene sparata dalla Littorio. Altre fonti indicano però il Gorizia nella nave dalla quale partì il colpo che danneggiò il Kingston.
Il 14-15 giugno partecipò alla battaglia aeronavale di Mezzo Giugno, insieme alla squadra navale inviata ad intercettare il convoglio britannico “Vigorous” diretto a Malta (corazzate Littorio e Vittorio Veneto, incrociatori pesanti Trento e Gorizia, incrociatori leggeri Garibaldi e Duca d’Aosta). Il Gorizia (che, per poter comunicare con i velivoli della Luftwaffe, aveva imbarcato militari tedeschi) subì vari attacchi aerei senza tuttavia essere mai colpito. Non andò così al Trento che, immobilizzato da un aerosilurante, fu finito dal sommergibile HMS Umbra. La squadra navale proseguì comunque contro il convoglio inglese; le due formazioni non entrarono in contatto ma gli inglesi, di fronte alle perdite subite per i continui attacchi aerei e alla prospettiva di affrontare la ben più potente squadra da battaglia italiana, decisero di ritirarsi.
L'11-12 agosto 1942 uscì ancora in mare insieme a Trieste, Bolzano e alla VII Divisione, per prendere parte alla grande battaglia aeronavale di Mezzo Agosto: la formazione avrebbe dovuto annientare il convoglio inglese per Malta, già semidistrutto dai continui attacchi di aerei, sommergibili e motosiluranti. Il Gorizia era la nave di bandiera dell'ammiraglio Parona, comandante la III Divisione. Tuttavia Supermarina, temendo che gli incrociatori potessero essere attaccati da aerei o sommergibili, ordinò il rientro della squadra ben prima che questa potesse raggiungere il convoglio (ciò non impedì che un sommergibile silurasse il Bolzano e l'incrociatore leggero Muzio Attendolo).
Questa fu l'ultima missione di guerra del Gorizia. Il 9 dicembre, assieme al Trieste (l'unico altro incrociatore pesante rimasto in efficienza) si spostò da Messina a La Maddalena nel tentativo di sfuggire ai sempre più pesanti attacchi dell'aviazione anglo-americana.
Fu inutile: alle 14:45 del 10 aprile 1943 la base sarda fu attaccata da 84 bombardieri. A differenza del Trieste, il Gorizia ebbe il tempo di reagire con l'artiglieria contraerea, ma servì a poco. L'incrociatore fu attaccato da 36 aerei e fu presto colpito e messo fuori uso: il ponte fu sostanzialmente divelto dallo scafo, a bordo si svilupparono incendi, l'armamento fu distrutto e numerose falle si aprirono nello scafo. La nave fu ridotta ad un relitto galleggiante ed ebbe 63 morti (4 ufficiali, 6 sottufficiali, 53 marinai) e 97 feriti. Ciononostante si riuscì a ripararla in modo da consentirle di trasferirsi a La Spezia per evitare un sicuro affondamento (l'indomani, infatti, La Maddalena fu nuovamente attaccata da aerei con obiettivo il Gorizia).
Le riparazioni non poterono procedere per mancanza di materiale e così, all'armistizio, la nave era ancora inutilizzabile e non poté prendere il mare. La sera del 9 settembre 1943 fu abbandonata dall'equipaggio e catturata dai tedeschi, che la abbandonarono dopo aver asportato tutto ciò che poteva essere usato.
Nel 1945 fu trovato semiaffondato nel porto ligure e non si poté far altro che demolirlo.